# Rendiment (termodinàmica)
Al camp tecnològic, el rendiment d'un sistema (màquina, dispositiu...), també expressable com l'eficiència d'un dispositiu, és la relació entre l'energia aportada per al seu funcionament i la que realment s'aprofita. És adimensional, i en termodinàmica es representa amb la lletra grega eta minúscula (η).
Les màquines senzilles (engranatges, politges, etc.) permeten obtenir un rendiment del 100%. Reben energia mecànica i alliberen energia mecànica (no canvien el tipus d'energia) i no tenen mecanismes.
Les altres màquines transformen un tipus d'energia en una altra (calor en energia cinètica, elèctrica, etc.) i els seus rendiments s'allunyen del 100% a causa de les friccions de les seves peces i la impossibilitat d'aprofitar tota la calor per transformar-la en energia mecànica en els motors (impossibilitat de la màquina ideal).
- L'energia obtinguda (energia útil) del seu funcionament i l'energia subministrada o consumida per la màquina o el procés.

{\displaystyle \eta ={E_{\mathrm {obinguda} } \over E_{\mathrm {subministrada} }}}
Si es vol en percentatge, cal multiplicar el coeficient per 100. El rendiment sol ser sempre inferior al 100%, excepte en les màquines de refrigeració, que és superior.
- El treball obtingut (treball útil) del seu funcionament i el treball subministrat o consumit per la màquina o el procés.

{\displaystyle \eta ={W_{\mathrm {obtinguda} } \over W_{\mathrm {subministrada} }}\,}